# تیموتی هاو
تیموتی هاو (انگلیسی: Timothy D. Haugh؛ زادهٔ ۱۱ ژانویهٔ ۱۹۶۹) ژنرال نیروی هوایی ایالات متحده آمریکا است، که از فوریه ۲۰۲۴ فرماندهی سایبری ایالات متحده آمریکا را برعهده دارد.
هاو فعالیت نظامی را از سال ۱۹۹۱ در نیروی هوایی آمریکا آغاز کرد، از ۲۰۱۴ تا ۲۰۱۶ فرمانده بال ۴۸۰ اطلاعات، نظارت و شناسایی بود، از ۲۰۱۶ تا ۲۰۱۷ به‌عنوان معاون فرمانده نیروی ضربت مشترک - آرس فعالیت می‌کرد، از ۲۰۱۷ تا ۲۰۱۸ مدیر اطلاعات فرماندهی سایبری ایالات متحده آمریکا بود و از ۲۰۱۸ تا ۲۰۱۹ فرماندهی نیروی مأموریت ملی سایبری را برعهده داشت.
وی از ۲۰۱۹ تا ۲۰۲۰ به‌عنوان فرمانده نیروی هوایی بیست و پنجم فعالیت می‌کرد، در فاصله سال‌های ۲۰۲۰ تا ۲۰۲۲ فرماندهی نیروی هوایی شانزدهم را برعهده داشت، از ۲۰۲۲ تا ۲۰۲۴ جانشین فرماندهی سایبری ایالات متحده آمریکا بود و از ۲۰۲۴ تا ۲۰۲۵ به‌عنوان مدیر آژانس امنیت ملی فعالیت می‌کرد و با حفظ سمت، رئیس سرویس امنیت مرکزی بود.